# Асадуллин, Ильяс Раисович
Ильяс Раисович Асадуллин (16 октября 1975, с. Чишмы, Башкирская АССР — 18 июня 1995, с.Зибирхали Ботлихского района Республики Дагестан) — российский пограничник, кавалер ордена Мужества.

## Биография
На службу в погранвойска России призван в январе 1994 года и направлен в 487 пограничный отряд особого назначения (в\ч 3810, г. Железноводск) Кавказского особого пограничного округа (КОПО), на 1-ю пограничную заставу З-й мотоманёвренной группы, в начале 1995 года развёрнутую в селении Зибирхали Ботлихского района Республики Дагестан. Застава располагалась непосредственно на административной границе Республики Дагестан и Чеченской Республики. Решение о привлечении пограничных войск России для обороны и прикрытия административной границы Республики Дагестан и Республики Ингушетия с зоной проведения контртеррористических операций по восстановлению конституционного порядка в Чеченской Республике (1994—1996 годы), было принято 17 декабря 1994 года Советом безопасности Российской Федерации. 18 июня 1995 года бандитская группа чеченских боевиков численностью около 100 человек совершила нападение на расположение пограничной заставы. Атаку противника с господствующих высот поддерживали три пулемета. Застава была поднята по команде «К бою». Ефрейтор Ильяс Асадуллин, находившийся в это время в боевом охранении, в своём окопе, при первых же выстрелах вступил в неравную дуэль. На невыгодной для такой неравной дуэли, позиции, под перекрестным огнём трёх пулеметов Ильяс открыл огонь по противнику. Своими действиями он отвлек внимание противника и дал возможность остальному личному составу занять боевые позиции. В течение получаса, он подавил огневую точку боевиков и уничтожил снайпера. Во время длительного боестолкновения пулеметчик получил два огнестрельных ранения в руку и ногу, но не оставил позиции. Интенсивный огонь, который вел раненый пограничник, воспрепятствовал прорыву террористов на территорию заставы, полностью окружённой боевиками. Во время очередного огневого налета на погранзаставу, третья пуля разбила приклад пулемёта, ефрейтор И.Асадуллин получил третье, смертельное, ранение в грудь и погиб с оружием в руках.
Похоронен 21 июня 1995 года в деревне Нижнехозятово Чишминского района Республики Башкортостан.

## Память
За совершенный подвиг 18 июня 1995 года ефрейтор Ильяс Асадуллин посмертно награждён орденом Мужества.
24 июня 1995 года Приказом Директора Федеральной Пограничной Службы России № 294 имя Ильяса Асадуллина было присвоено 1-й пограничной заставе 3-й ММГ 487-го Железноводского пограничного отряда особого назначения (ПогООН).
Именем Ильяса Асадуллина названа улица в селе Чишмы Чишминского района Республики Башкортостан